# 중거리 핵전력 조약

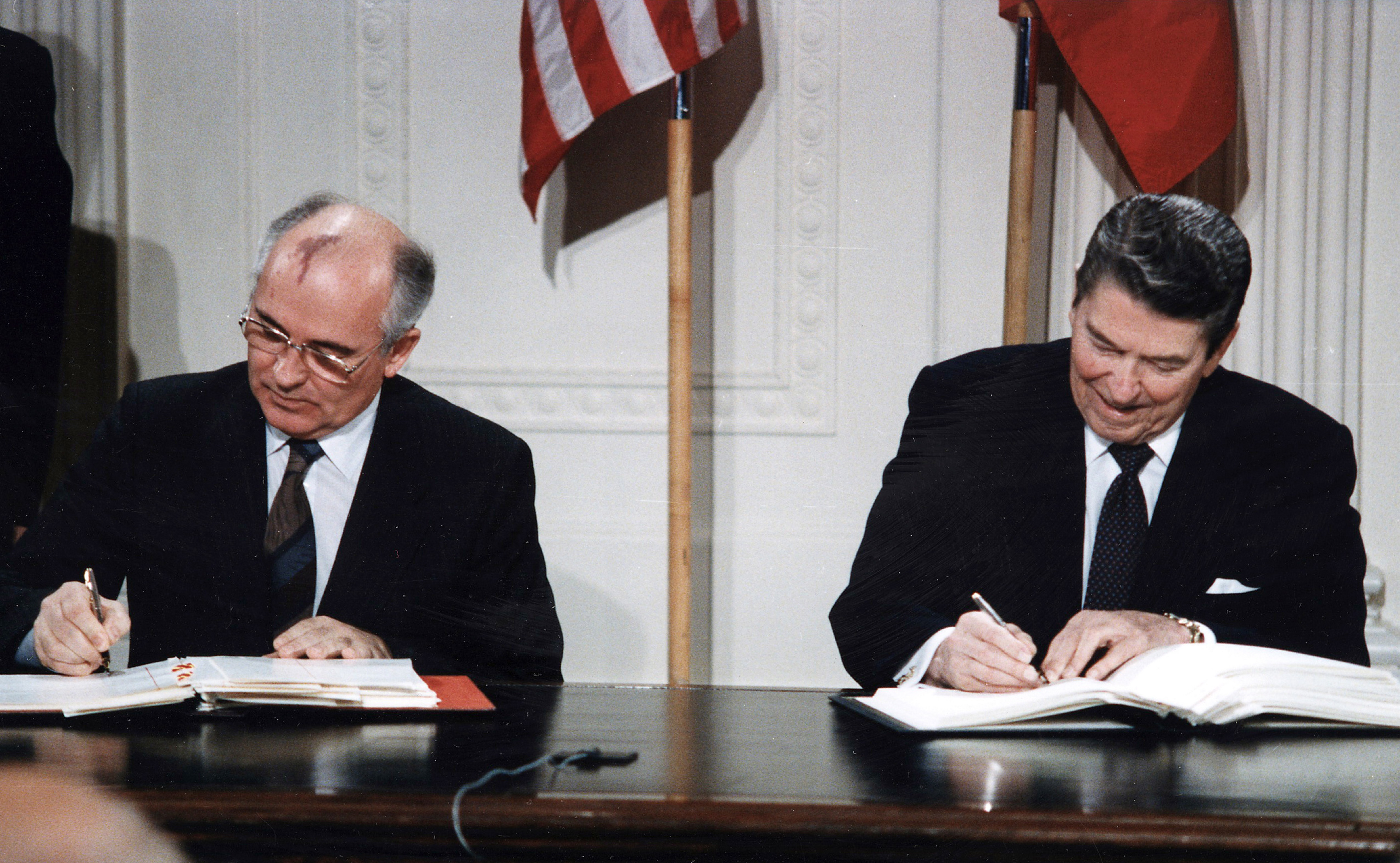
1987년 12월 8일, 미국의 레이건 대통령과 소련의 고르바초프 서기장이 백악관의 이스트룸에서 INF 조약에 서명하고 있다.

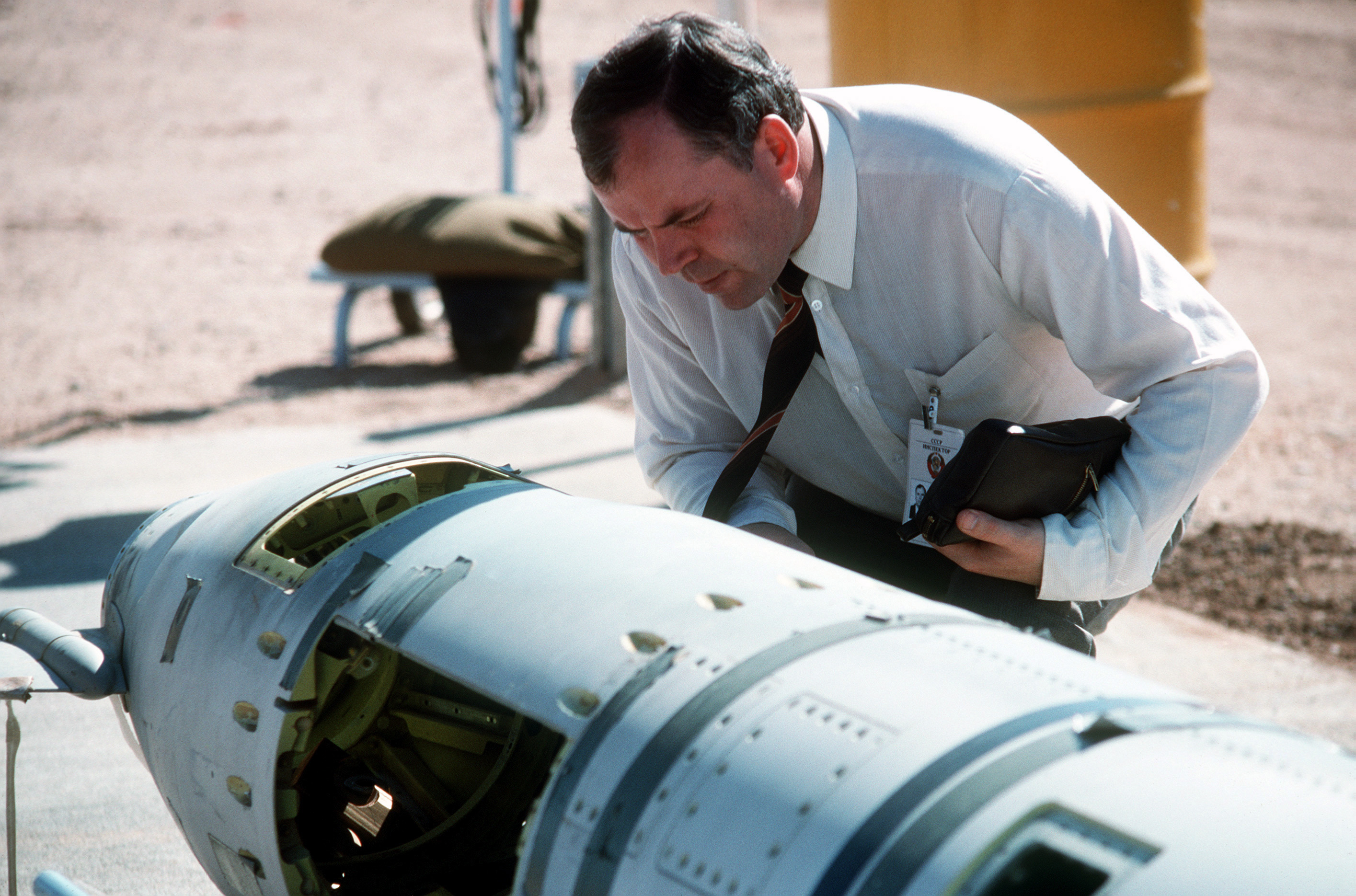
소련의 검사관이 폐기직전인 BGM-109G 그리폰을 살펴보고 있다.

중거리 핵전력 조약(영어: Intermediate-Range Nuclear Forces Treaty, INF, 러시아어: Договор о ликвидации ракет средней и меньшей дальности, ДРСМД)은 1987년 미국과 소련 간에 체결된 중거리 핵무기 폐기에 관한 조약이다. 정식 명칭은 아메리카 합중국과 소비에트 사회주의 공화국 연방 간의 중거리 및 단거리 미사일 폐기 조약(영어: Treaty Between the United States of America and the Union of Soviet Socialist Republics on the Elimination of Their Intermediate-Range and Shorter-Range Missiles, 문화어: 쏘베트 사회주의 공화국 련맹과 미합중국 사이의 중거리 및 보다 짧은거리 미사일철페조약)이다. 이 조약에 따라 미국과 소련의 사거리 500km에서 5,500km인 중거리 지상발사형 중거리 탄도, 순항미사일이 폐기되었다.

## 역사
1975년 소련이 SS-20을 개발하면서, 나토는 앞서가던 핵미사일 전력의 지위를 상실했다. 1979년 12월 12일, 나토는 572발의 신형 핵미사일을 유럽에 배치해 소련의 SS-20을 견제키로 결정했다. 퍼싱-2 중거리 탄도 미사일 108발과 BGM-109G 그리폰 중거리 순항 미사일 464발로 구성되며, 퍼싱2는 전량 서독에 배치하고, 그리폰은 영국 160발, 서독 96발, 이탈리아 112발, 네덜란드 48발, 벨기에 48발을 배치하기로 했다.
미국 퍼싱-2, 소련 SS-20는 2단 고체연료 중거리 미사일로서, 즉시 발사가 가능하며, 속도가 빠르고, 사거리가 짧아, 상대방은 조기경보레이다의 경보가 울리기 전에 핵공격을 당하게 되어, 핵무기로 상대방을 선제타격하는 제1격에 사용되는 무기 체계였다. 양측이 이를 폐기함에 따라, 핵선제타격인 제1격에 해당하는 핵전략을 상호 양보하였다는 의미가 있다.
조약의 대상은 다음을 모두 충족시키는 미사일이다.
- 중거리 미사일: 사거리 500 km ~ 5,500 km (300 ~ 3,400 마일)
- 탄도 미사일
- 순항 미사일
- 지상발사형에 한함

조약의 최종 기한은 1991년 6월 1일이었다. 이 날짜까지 미국이 846기, 소련이 1,846기를 폐기하여 폐기된 핵미사일은 총 2,692기이다.

## 탈퇴
2018년 10월 20일, 미국 도널드 트럼프 대통령은 러시아가 INF 조약을 준수하지 않고 중국이 가입되어 있지 않은 것이 불공평하다 주장하며 미국도 같은 무기를 개발할 것이라고 말했다. 특히 미국은 지난해 2월 러시아의 SSC-8(9M729, 이스칸데르-K) 순항미사일 실전 배치가 INF 위반이라며 비난을 퍼붓고 있다.
2018년 12월 4일, 벨기에 브뤼셀에서 나토 외교장관 회의에 참석한 폼페이오 미국 국무장관이 "러시아가 INF를 완전하고 검증 가능하게 준수하지 않는 한, 미국은 60일 안에 조약 준수를 중단하겠다"고 밝혔다.
2019년 2월 1일 마이크 폼페이오 미국 국무부 장관이 INF 이행 중단을 선언하여 6개월간 탈퇴 절차를 밟게 되었다. 2019년 2월 2일에는 블라디미르 푸틴 러시아 대통령이 INF 이행 중단을 선언하면서 해당 조약은 2019년 8월 1일을 기해 소멸되었다.

## 쿠바 미사일 위기
1962년 10월 쿠바 미사일 위기가 발생했다. 소련이 쿠바 공화국에 R-12 MRBM, R-14 IRBM을 배치해 백악관을 조준하면서 생긴 제3차대전 발발 위기였다. 10월 28일 미합중국과 소비에트연방이 조약을 체결하여 쿠바의 MRBM, IRBM을 전량 철수하고, 미합중국은 터키의 PGM-19 주피터 MRBM을 철수하기로 하여, 핵전면전의 위기가 해소되었다. 그러나 핵전면전 위협이 해소된 직후인 1963년 11월 케네디 대통령이 암살되었다.
미국은 터키, 서독에, 소련은 쿠바에 MRBM을 배치하면, 발사 명령 직후 8분 정도면 백악관과 크렘린이 핵공격을 당해 소멸한다. 해군과 공군은 365일 24시간 배치되어 있는 것이 아니고, 근접할 경우에만 상대방도 긴급 출격 등으로 감시하면 되지만, 육군의 미사일은 24시간 365일 상대방 수도를 노리고 있기 때문에, 위협의 강도가 매우 다르다. 또한 8분의 시간은 취소 협상이나 맞대응을 하기에도 너무나 짧은 시간이어서, 일단 발사만 되면 즉시 제3차 세계 대전이 발발하게 되어 지구 종말의 위험이 극도로 커진다.

## 중국
INF 조약은 원래 서독의 주독미군과 모스크바의 단거리 핵미사일 문제였다. 그래서 당시에는 별다른 핵위협이 없던 중국이 빠졌다. 그러나 2018년에 트럼프 대통령은 중국이 문제라고 지적했다. 일선 미군 장군들도 중국의 핵미사일의 95%가 INF 조약 대상이라며, 중국이 INF 규제가 없는데, 미국만 규제를 받아서, 한국, 일본, 타이완의 단거리 핵미사일 전쟁 대비가 매우 부실하다고 지적했다. 따라서, 2019년 미국이 INF 조약을 탈퇴하면, 당장 한국, 일본, 타이완에 단거리 핵미사일이 대거 배치될 것으로 보인다. 오히려 지금은 주독미군과 러시아군과의 핵경쟁은 문제가 안되고 있다. 독일은 통일을 하면서 러시아 가스관을 깔았기 때문에, 러시아가 가스관을 잠그면 경제가 무너진다. 그래서 그렇게 독일과 러시아간에 관계가 나쁘지 않은 상태다.

## 일본
미국과 러시아 사이의 중거리핵전력(INF) 조약이 폐지됨에 따라 미국은 동아시아에 중거리 미사일 배치를 검토하고 있으며, 아베 신조 일본 총리는 "북한이 일본에 대한 공격을 시사하고 탄도미사일 발사에 착수한 경우, 일본이 미리 공격해 발사를 막는 능력이 요구된다."고 언급했다. 또, 일본 여권에서는 중거리탄도유도탄 보유를 물밑에서 협의하고 있다고 여겨진다. 미국과 러시아가 잇따라 탈퇴한 INF 조약에 따른 중거리 탄도미사일의 최대 사거리는 5천500km다.

### 적 기지 공격 논란
적 기지 공격 능력이라는 개념 자체가 선제 타격을 금지하고 있는 일본의 전수방위 원칙에 위배된다. 일본 방위성은 "전수방위는 상대로부터 무력공격을 받았을 때 처음으로 방위력을 행사하고, 그 양태도 자위에 필요한 최소한에 그치며, 보유하는 방위력도 필요·최소한으로 한정하는 등 헌법 정신에 따른 수동적 방위전략의 자세"라고 규정하고 있기 때문이다.

## 폐기된 미사일
INF 조약에 의해 폐기된 미사일은 다음과 같다.
- 미국
  - 퍼싱 1B, 단거리 탄도 미사일, 사거리 740 km
  - 퍼싱-2, 준중거리 탄도 미사일, 사거리 1,770 km
  - BGM-109G 그리폰, 준중거리 순항 미사일, 사거리 2,500 km
- 소련
  - SS-4 샌달, 준중거리 탄도 미사일, 사거리 2,080 km, 1단 액체연료, 65톤 추력 엔진
  - SS-5 스킨, 중거리 탄도 미사일, 사거리 3,700 km, 1단 액체연료, 150톤 추력 엔진
  - SS-12 스케일보드, 단거리 탄도 미사일, 사거리 900 km, 1단 액체연료
  - SS-23 스파이더, 단거리 탄도 미사일, 사거리 500 km, 1단 고체연료
  - SS-20 세이버, 중거리 탄도 미사일, 사거리 5,000 km, 2단 고체연료
  - SSC-X-4, 준중거리 순항 미사일, 사거리 3,000 km

## 이스칸데르 미사일

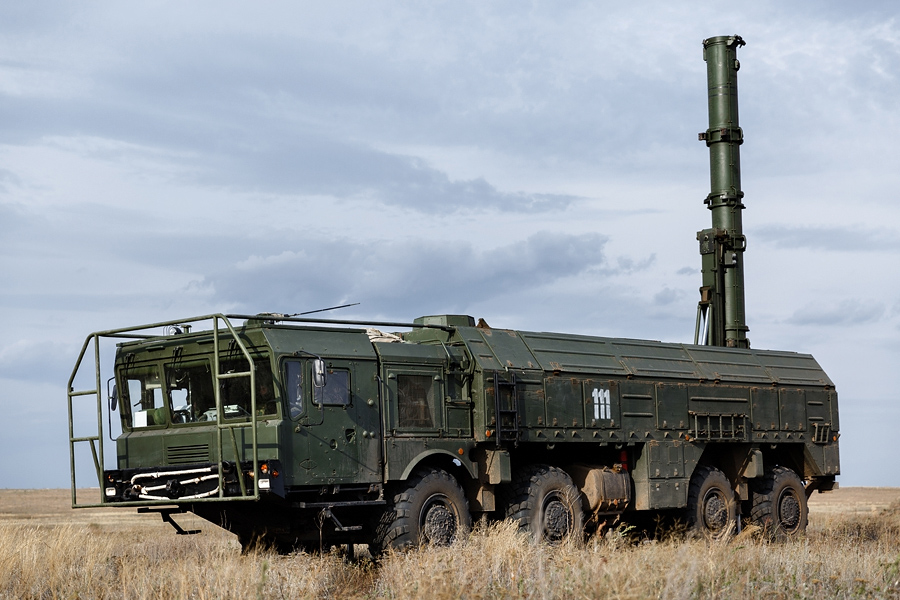
2018년 2월 미국이 INF 조약 위반이라고 비난중인 이스칸데르-K

INF 조약의 기한은 1991년 6월 1일이다. 러시아는 조약 종료 이후 사거리 500 km 탄도 미사일인 이스칸데르-M(SS-26)을 개발했다. 1996년 최초발사했다. INF 조약으로 폐기된 미국 퍼싱 1B, 소련 SS-23과 비슷하다.
2007년 R-500 순항 미사일(이스칸데르-K)을 최초 발사했다. 클럽 3M-14와 유사하거나 동일한 것으로 보이며, 탄두중량을 줄일 경우, 사거리 2,500 km로 추정된다. INF 조약으로 폐기된 미국 BGM-109G 그리폰, 소련 Kh-55 순항 미사일과 비슷하다.
러시아가 제1격(핵선제공격)에 사용되는 중거리 미사일을 다시 배치하는 것은, 미러간의 신냉전(en:Cold War II)과 연관이 있다.

## INF 조약 위반 논란
INF 조약의 기한은 1991년 6월 1일이었지만, 2018년에도 여전히 미국, 러시아가 조약을 준수하고 있었다. 그러나 그동안 상호간에 조약 위반을 경고한 사례가 다수 있었다.

### SS-20
2003년 9월 탈북한 북한 원자력총국 부설 38호 연구소장 김광빈(51) 박사는 "북한은 20여년 전 옛소련에서 6,000km 사거리의 40kt급 핵탄두미사일 3기를 수입했다"며 "이중 1기는 1983년 38호연구소에서 해체해 개조용 실험연구에 사용했고 2기는 동해안과 백두산 삼지연기지에 각각 실전 배치돼 있다."고 진술서를 작성했다. 당시 미국과 소련은 극동지역에 SS-20 배치 문제로 크게 대립중이었다. 주변국에 판매하는 방식으로, 폐기하지 않는 것도 INF 조약 위반이다.

### SS-23
1991년 7월 13일, 제임스 베이커 미 국무장관은 소련이 1988년 체결한 중거리 핵무기 협정(INF)을 지키지 않고 거짓말을 하고 있다며 비난했다. 소련 외무차관 빅토르 카포프가 미국에 제시한 자료에 따르면 폐기된 것으로 알려진 1백기의 SS-23 미사일이, 미국측이 수집한 정보로는 그대로 남아있다는 것이다. 소련은 폐기했다는데, 동독, 체코, 불가리아에 판매했으며, 해당국은 폐기를 안하고 계속 실전 배치중이라는 것이다.

### 9M729
2017년 3월, 폴 셀바 미 합참차장은 미 의회에 러시아가 신형 크루즈 미사일(Novator 9M729)을 배치한 러시아가 INF를 위반했다고 주장했다. SS-26 계열인 9M729 순항 미사일(이스칸데르-K)은 미국 토마호크 미사일보다 약간 작으며, 사거리는 2000 km, 이스칸데르-M 트럭에서 발사된다. INF 조약은 사거리 500 - 5000 km의 모든 지상발사형 순항미사일과 탄도미사일을 금지한다.

### 루마니아 이지스 어쇼어
러시아는 루마니아의 데베셀루 공군기지의 이지스 어쇼어에서 중거리 토마호크 미사일을 쏠 수 있다며 INF 조약 위반을 경고했다. 반면 미국은 루마니아에 배치할 예정인 이지스 어쇼어는 크루즈 미사일을 발사할 수 없으므로 협정 위반이 아니라고 반박하고 있다.
2016년 5월 12일 루마니아 데베셀루 공군기지에서 지상형 이지스 BMD를 세계 최초로 배치, 가동식을 가진데 이어, 13일 폴란드 레드지코보 공군기지에 2번째 지상형 이지스 BMD 착공식을 가졌다. 독일 람슈타인 공군 기지에 들어서는 지휘통제센터가 유럽 전역의 MD 체계를 지휘하면 나토의 유럽 MD 체계는 완성된다. 미국은 루마니아 MD 기지가 이란을 포함한 중동 지역에서 발사되는 탄도미사일을 요격하기 위한 것이라고 강조하고 있다.

### 일본 이지스 어쇼어
2017년 12월 28일, 러시아 외무부 마리아 자하로바 대변인은 일본에 설치하기로 한 이지스 어쇼어 2개 포대는 INF 조약이라고 주장했다.
원래 이지스 BMD는 해군 구축함에 설치된 이지스 레이다와 스탠더드 함대공 미사일 세트인데, 이것을 지상에 배치한 것이 이지스 어쇼어이다. 원래 한미일의 이지스함의 수직발사관(VLS)에는 스탠더드 미사일 대신 토마호크 미사일도 탑재할 수 있다. 러시아는 이 점을 지적해, 지상에 배치한 수직발사관(VLS) 안에 스탠더드 지대공 미사일만 탑재했는지, 토마호크 핵순항미사일도 탑재했는지 아무도 알 수가 없다며, 지상발사형 토마호크 핵순항미사일은 INF 조약 위반이라고 주장한다. 원래 INF 조약 때문에 미국은 토마호크 미사일을 구축함, 잠수함에만 탑재하고 있다.

## 조약 종료
2019년 8월 2일, INF 협정이 공식적으로 종료되었다.
마크 에스퍼 미국 국방장관은 몇개월 안에 중거리 핵미사일을 한국과 일본에 배치하겠다고 말했다. 아시아라고 말했지만, 한국과 일본을 의미한다. 한국 정부는 그런 계획이 없다고 부인했지만, 중국 관영 언론은 한국과 일본을 향해 사드 보다 훨씬 더 강력한 협박을 했다.
미국은 퍼싱 중거리 핵탄도미사일은 완전히 모델이 폐기되었기 때문에, 몇개월 만에 아시아에 배치할 수 없다. 그러나 BGM-109G 그리폰 중거리 핵순항미사일은 구축함의 토마호크 미사일을 트럭에 장착만 한 것이라서, 트럭을 몇개월안에 생산하지 못하더라도, 구축함의 VLS 수직발사대를 지상에 그냥 배치하면, 그게 지상발사 중거리 핵미사일이다. 따라서 미국 국방장관이 몇개월 안에 한국과 일본에 핵미사일을 배치하고 싶다는 것은 토마호크 미사일을 의미하는 것으로 보인다.
그리폰 핵미사일 또는 토마호크 핵미사일은 150 kt 수소폭탄을 탑재하고 사거리 2500 km이다. 베이징은 부산에서 1200 km, 대마도에서 1300 km 떨어져 있다.
마침 미국 국방대학교는 한국과 일본이 핵무기 공유를 해야 한다고 주장했다. 핵우산은 미군이 단독으로 핵미사일 버튼을 누르는데, 핵무기 공유 협정은 한국군이 키 하나, 주한미군이 키 하나를 가져서, 듀얼 키를 꽂으면 핵탄두가 활성화되는 것으로, 한국 대통령이 핵미사일 발사를 명령한다.

## 미국의 신형 중거리 미사일 개발

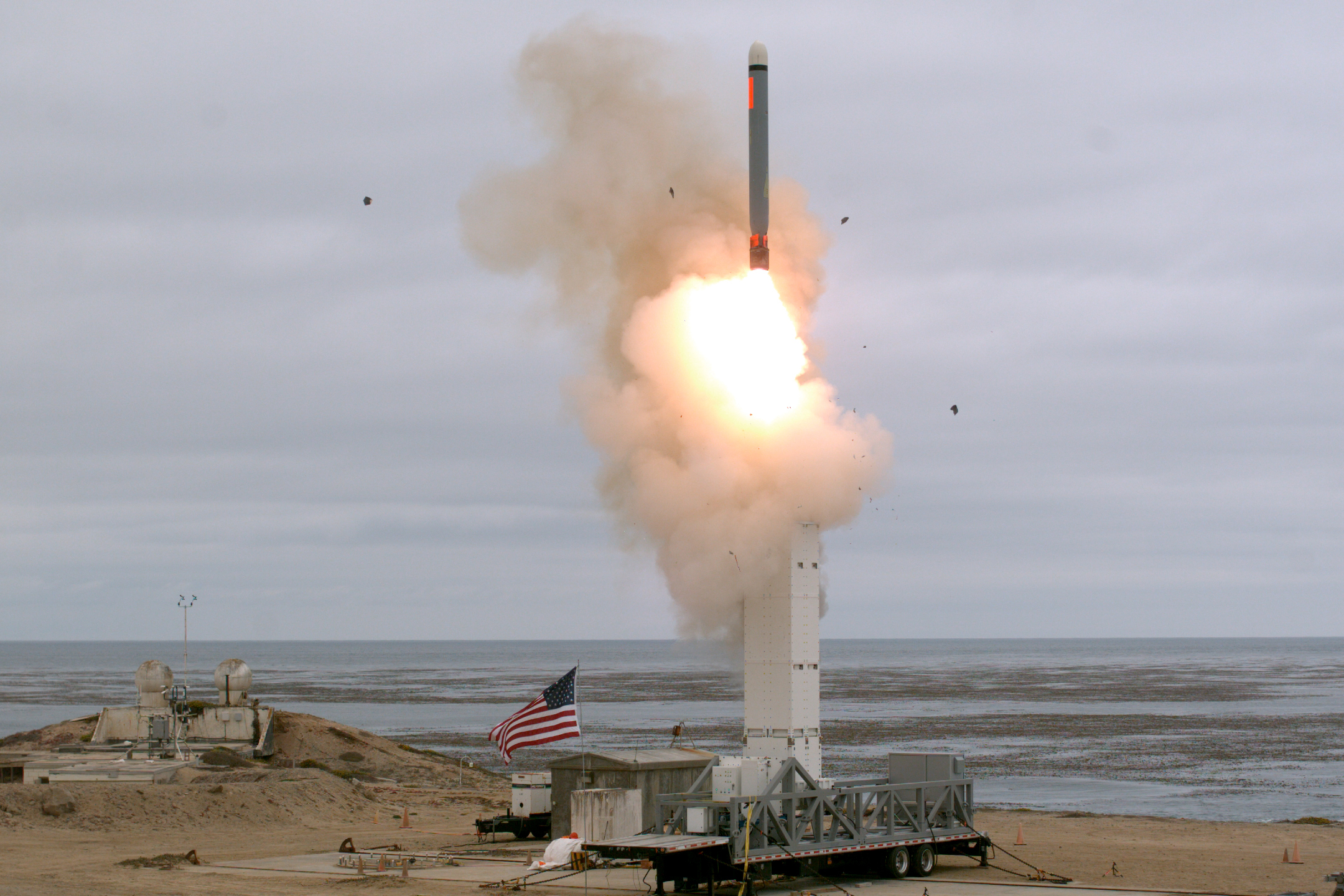
2019년 8월 18일, 미국의 지상 발사 순항 미사일 시험

2019년 8월 18일, 미국이 지상발사형 중거리 순항미사일을 시험발사했다. 500 km 넘게 비행했다.
2019년 12월 12일, 캘리포니아주 반덴버그 공군기지에서 지상발사형 중거리 탄도미사일을 시험발사했다. 미군은 이번 중거리 탄도 미사일의 사거리를 공개하지 않았지만 3000~4000km 수준이라는 관측이 제기됐다. 인터넷에 공개된 반덴버그 발사 사진을 보면, 퍼싱-2 미사일 처럼, 탄두 부분에 카나드가 달려있고, 2단 고체연료 로켓으로 보였다. 전체를 흰색으로 칠했다. 퍼싱-2는 뚱뚱한데, 반덴버그 사진은 길고 날씬한 것을 보면, 퍼싱-2의 1단 연료통을 더욱 길게 늘린 것으로 보이기도 한다.
2020년 8월 16일, 마셜 빌링즐리 미 대통령 군축담당 특사는 니혼게이자이신문과의 인터뷰에서 미국이 개발 중인 중거리미사일에 대해 "일본 등이 장래에 정말로 원하고 필요로 할 방위 능력"이라고 말했다. 신형 미사일의 사거리는 1000 km 안팎으로 추정된다. 니혼게이자이신문은 “(미사일을) 미국령 괌에 배치해도 중국을 사정권에 두지 못하기 때문에 아시아에 배치하려면 일본과 한국이 중요하다”고 분석했다. 일본 본토에서 중국 베이징 까지는 1500 km 떨어져 있다.
미 국방부에 따르면 사거리 1000 km 전후의 지상 발사형 순항 미사일이 주력이다. 그러나, 한국은 이미 현무-4가 있는데, 탄두중량 2톤에 사거리 800 km 여서, 탄두중량 500 kg 일 경우 대략 사거리 2500 km 정도 되는 탄도 미사일이다. 현무-3 순항 미사일 사거리도 1500 km이다. 미국이 이미 국산화되어 배치된 미사일과 같은 사거리의 미사일을 개발해서 한국에 배치하려고 한다는 게 관련보도들의 취지인데, 그보다는, 아마도 한국의 국산 미사일들 보다도 더 사거리가 긴 버전을 개발해서 한국에 판매하려는 것으로 보인다.

## 다른 핵무기 감축 조약 및 회담
- 1차 전략무기감축협정(START I)
- 2차 전략무기감축협정(START II)
- 뉴 스타트
- SALT I(Strategic Arms Limitation Talks)
- SALT II(Strategic Arms Limitation Talks)
- 전략 공격무기 감축 조약(Treaty on Strategic Offensive Reductions , SORT)
- 포괄적 핵 실험 금지 조약(Comprehensive Nuclear-Test-Ban Treaty, CTBT)
- 탄도 미사일 방어조약(Anti-Ballistic Missile Treaty, ABM)
- 핵 확산 금지 조약(Nuclear Non-Proliferation Treaty, NPT)
- 핵 실험 금지 조약(Partial Test Ban Treaty, LTBT)

## 같이 보기
- 제56포병사령부

## 참고
- 중앙일보-중앙시평 어려워진 북핵 협상, 다가오는 또 다른 난제]|home|opinion
- 자유아시아방송-“미∙북, 진지한 북핵협상 생각 없어”